# Göncz Árpád városközpont (Metró Budapest)
Göncz Árpád városközpont (bis 2020: Árpád híd) ist eine 1984 eröffnete Station der Linie M3 der Metró Budapest und liegt zwischen den Stationen Dózsa György út und Forgách utca.
Die Station wurde 2020 nach Árpád Göncz, dem ehemaligen Staatspräsidenten Ungarns, benannt und befindet sich an der Kreuzung von Váci út und Róbert Károly körút im Stadtteil Göncz Árpád városközpont im XIII. Budapester Bezirk. Die Station wurde 2017–2019 renoviert.

## Galerie

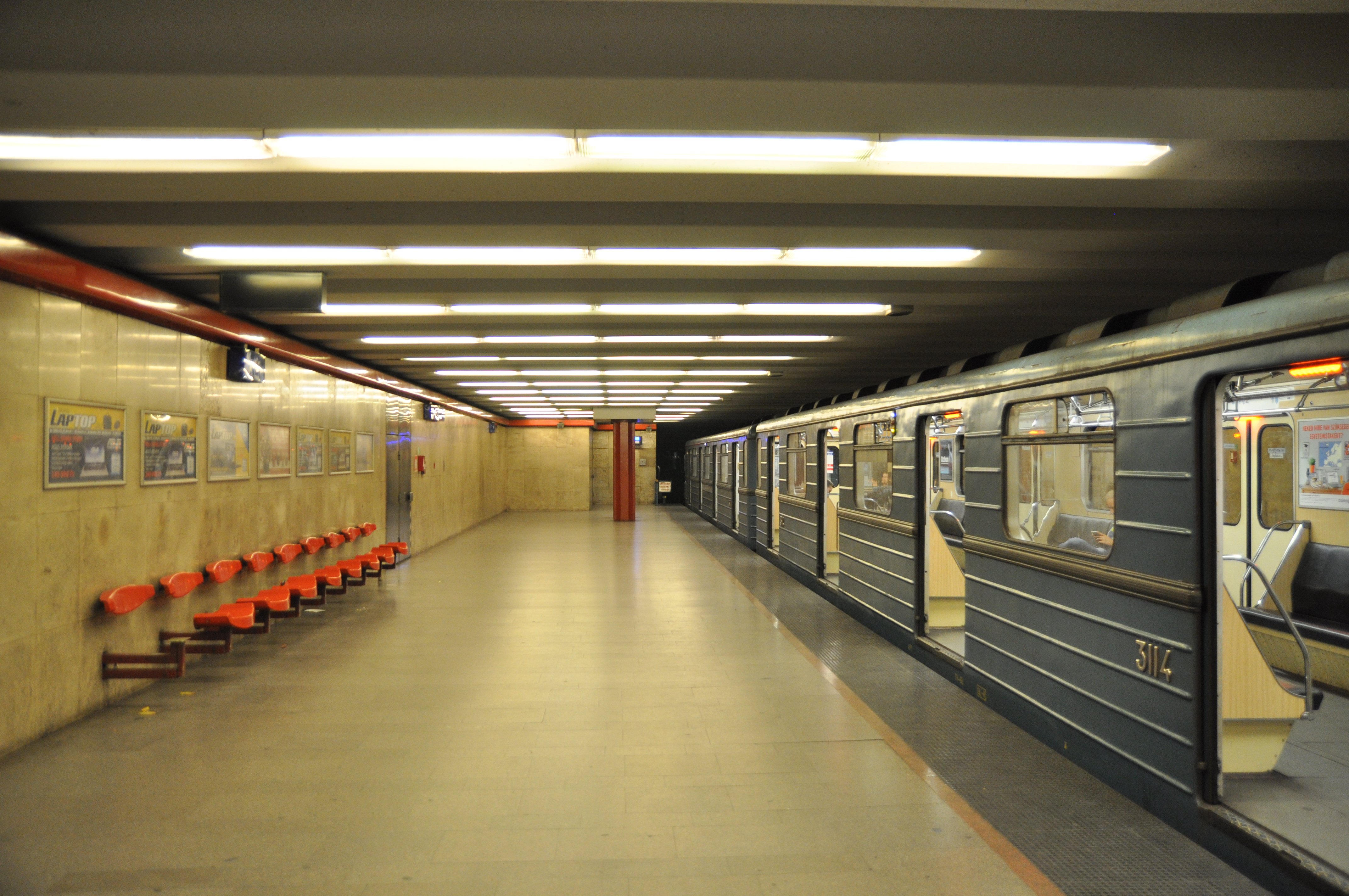
Bahnsteig vor der Renovierung
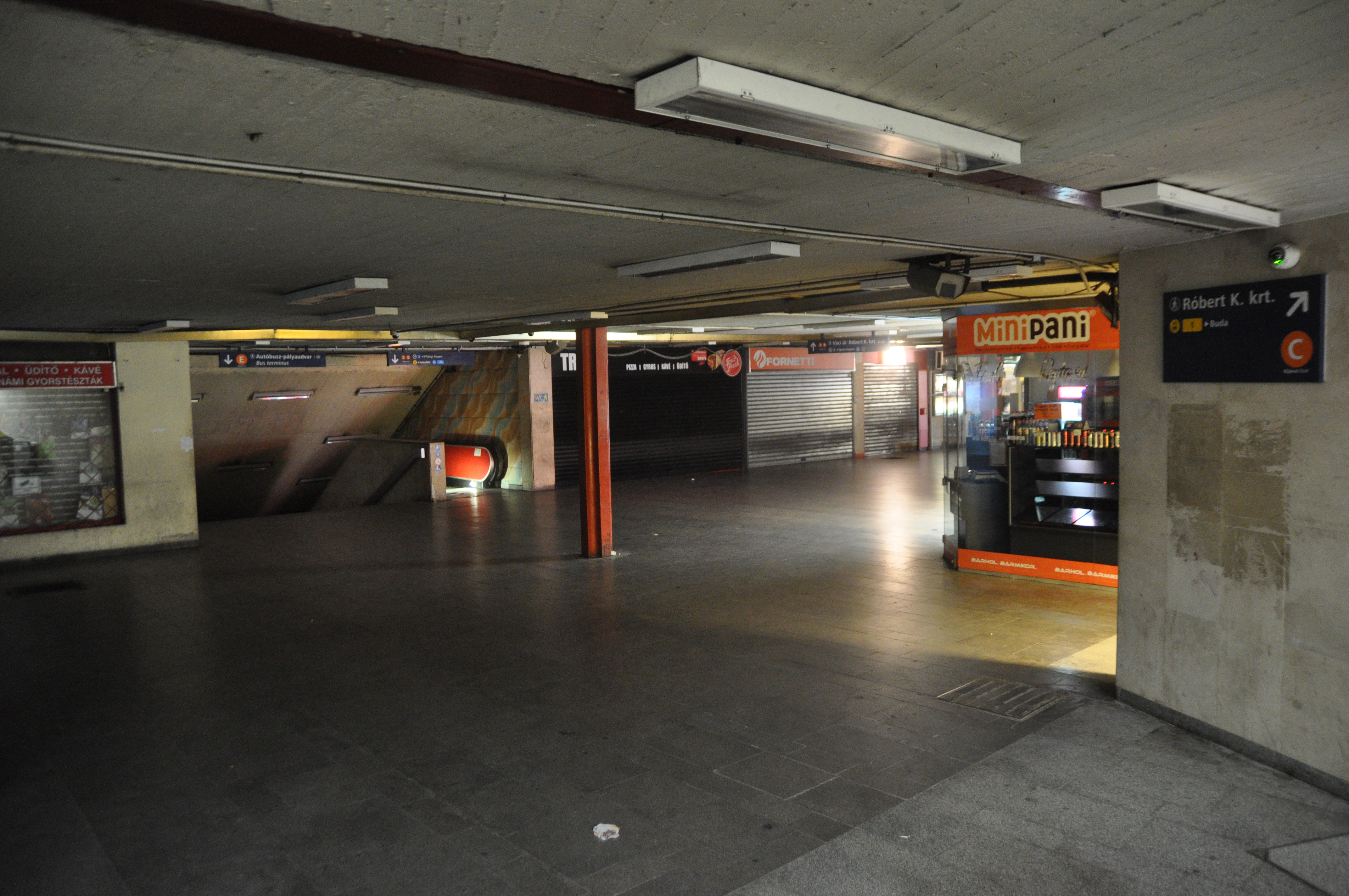
Zwischengeschoss vor der Renovierung

## Verbindungen
- Bus: 26, 32, 34, 106, 120
- Tram: 1, 1M
- Volán Regionalbus: 800, 815, 820, 821, 830, 832, 840, 848